# Черняк, Хацкель Танхумович
Хацкель Танхумович Черняк (1919—1984) — инженер-механик, разработчик оборудования для химической промышленности, лауреат Государственной премии СССР 1969 года. Член КПСС с 1945 года.

## Биография
Родился в 1919 году в Курске в семье печатника. В 1939 году поступил в Ленинградский политехнический институт.
С 22 августа 1941 года по 22 декабря 1945 года— служба в РККА, участник войны (защищал подступы к Ленинграду).
Демобилизовавшись, восстановился в институте. После его окончания (1947) работал на Невском машиностроительном заводе им. В. И. Ленина, с 1950 г. руководитель конструкторской группы.
Лауреат Государственной премии СССР 1969 года (в составе коллектива) — за научно-техническую разработку и внедрение в народное хозяйство энерготехнологического агрегата производства азотной кислоты под давлением 7,3 атм с газотурбинным приводом компрессора и каталитической очисткой выхлопных газов от окислов азота.
Жена — Галина Александровна Бурдынская (1919—2015), инженер. Сын — Илья Хацкелевич Черняк (1946—2019), историк культуры итальянского Возрождения.